# Jojoba
De Jojoba (Simmondsia chinensis) is een struikgewas (1-2m hoog) dat groeit in de woestijnachtige gebieden van Mexico, Californië en Arizona.
De plant wordt gekweekt vanwege de vloeibare was die eruit gewonnen wordt, aangeduid met jojoba-olie. Deze olie wordt in de zaden aangetroffen. Onder andere omdat de was niet de eigenschap heeft rans te worden wordt het gebruikt in cosmetica ter vervanging van walschot.
Jojoba komt niet uit China, ondanks een eerdere veronderstelling door Johann Link. Link is de botanicus die de soortnaam oorspronkelijk op Buxus chinensis heeft vastgesteld. Hij had het etiket van Thomas Nuttall waar "Calif" op stond abusievelijk als "China" gelezen. De plant werd later hernoemd als Simmondsia californica, hoewel de naamgevingsregels vereisen dat de originele naam wordt gebruikt.

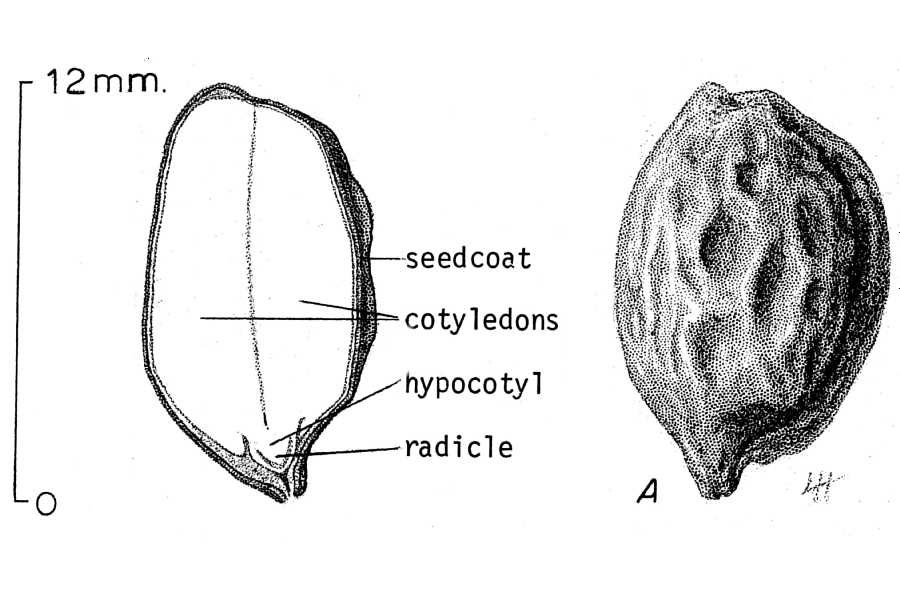
Jojoba zaad